# Otto Hænning
Henning Otto Thorup Johansson (født 19. november 1916 i København, død 7. februar 2004) var en dansk komponist, guitarist og visesanger.
Han var far til Gitte Hænning, og de er sammen kendt for sangen "Giftes med farmand", skrevet af Otto Hænning selv.